# Вадшьопинг
Вадшьопинг (на шведски: Wadköping) е архитектурно-етнографски комплекс в град Йоребру, Швеция.
Той е сред големите туристически забележителности на града. Музеят на открито, основан през 1965 година, е целогодишно отворен и е достъпен без входна такса.
Комплексът е разположен в центъра на градския парк на Йоребру, на бреговете на река Свартон (Svartån). Състои се от множество двуетажни къщи и дворове, разположени около една централна уличка, пресъздаващи атмосферата на града от XVII, XVIII и началото на XIX век. Всяка от сградите е посветена на характерен за тази епоха занаят – ковачество, дърворезба, грънчарство, бижутерство и други. Майстори-занаятчии практикуват пред очите на посетителите тези занаяти и произведенията им могат да бъдат закупени. В комплекса има и магазинчета за сувенири и сладкарници.

## Забележителности
Музей на Ялмар Бергман
Един от най-известните шведски писатели Ялмар Бергман (Hjalmar Bergman) е роден и израснал в Йоребру и една от къщите в комплекса е оформена като музей в негова памет – с книги, фотографии и лични вещи. Името „Вадшьопинг“ е измислено от самия Бергман, който с това име назовава в романите си мястото, където е израснал.
Кралска къща
Една от къщите в комплекса е получила името „Кралската къща“ (Kungsstugan) от факта, че според традицията дукът Карл, по-късно крал Карл IX, отсядал в къщата за по няколко нощи при посещенията си в Йоребру. На втория етаж са запазени богати и красиви стенни декорации, датирани към 1580-те и 1620-те години.
Бюргерска къща
Бюргерската къща (Borgarhuset) е една от историческите къщи, датирани към 1600-те, която през 1963 година е изцяло преместена във Вадшьопинг. През 1703 година в тази сграда се е родила Анна Кристина Варг, известна като Кайса Варг (Cajsa Warg), която е шведска авторка на готварски книги и една от най-известните кулинарки в шведската история. Кралската и на Бюргерската къщи са единствените в комплекса със затревени покриви.
Училище-музей
Сред постройките е музей на училищното дело, представящ информация за образованието в Йоребру към 1920-те години.

## Галерия
- Вляво: един от входовете, вдясно: Бюргерската къща и Кралската къща
- Главната улица, наречена Bertil Waldéns gata
- Кралската къща през 1965 г., градски архив на Йоребру
- Поглед към интериора в музея на Ялмар Бергман